# آذر نفیسی
آذر نفیسی (زادهٔ ۲۹ آذر ۱۳۳۴) نویسنده و استاد دانشگاه ایرانی مقیم آمریکا است. مشهورترین اثر او کتاب لولیتاخوانی در تهران است که توجه زیادی را به خود جلب کرد و به ۳۲ زبان ترجمه شد. کتاب دوم او با نام آنچه درباره‌اش سکوت کرده‌ام به یک زندگی‌نامه نزدیک‌تر است. رمانی که زندگی خاندان نفیسی از کودکی او تا زمان از دست‌دادن پدر و مادر خود را روایت می‌کند. نفیسی یکی از همکاران و استادان مؤسسه سیاست خارجی دانشکده مطالعات پیشرفته بین‌المللی دانشگاه جانز هاپکینز است و در هیئت امناء خانه آزادی مشغول به کار است.

## زندگی
آذر نفیسی در ۲۹ آذر ۱۳۳۴ در خانواده‌ای فرهنگی در تهران زاده شد. او کودکی خود را در محله فخرالدوله سپری کرد. او فرزند احمد نفیسی (شهردار پیشین تهران) و نزهت نفیسی (از نخستین زنانی که به مجلس شورای ملی راه یافت) و خواهر رسول نفیسی است. آذر نفیسی با بیژن نادری ازدواج کرده و دو فرزند به نام‌های نگار و دارا دارد.

## حمایت از بیانیه ۱۴ کنشگر زن ایران
آذر نفیسی پس از انتشار بیانیه ۱۴ کنشگر زن در ایران که در آن خواستار استعفای علی خامنه‌ای و گذار از نظام جمهوری اسلامی شده بودند و از جمله ۱۴ فعال زنی بود که در خارج از ایران با انتشار نامه‌ای از این زنان حمایت کردند.

## آثار

### کتاب
- آن دن‍ی‍ای دی‍گ‍ر: ت‍ام‍ل‍ی در آث‍ار ولادی‍م‍ی‍ر ن‍ب‍اک‍ف. ت‍ه‍ران: طرح ن‍و، ۱۳۷۳.
- لولیتاخوانی در تهران (۲۰۰۳) شابک ۰۸۱۲۹۷۹۳۰۳
- آنچه درباره‌اش سکوت کرده‌ام (۲۰۰۸) شابک ۰۸۱۲۹۷۳۹۰۹
- جمهوری خیال: آمریکا در سه کتاب (۲۰۱۴) شابک ۰۱۴۳۱۲۷۷۸۰
- اینگه مورات: ایران (۲۰۰۹) شابک ۳۸۶۵۲۱۶۹۷۸

### مقالات

#### چاپ شده در کتاب
- تصویر زن در ادبیات کهن فارسی و رمان معاصر ایرانی . در چشم طوفان: زنان در ایرانِ پس از انقلاب. ویرایش مهناز افخمی و اریکا فریدل. نیویورک: نشر دانشگاه سیراکیوز، ۱۹۹۴. ۳۰–۱۱۵.
- روایت‌های انهدام: چالش زنان با بنیادگرایی در جمهوری اسلامی ایران. بنیادگرایی مذهبی و حقوق زنان. سی هولند. نشر پالگریو، ۱۹۹۹. ۲۵۷–۲۶۷.
- تخیل و تخریب: داستان و آگاهی مدنی . زنان مسلمان و مشارکت سیاسی. ویرایش مهناز افخمی و اریکا فریدل. نیویورک: نشر دانشگاه سیراکیوز، ۱۹۹۷. ۵۸–۷۱.
- چیزهایی که رؤیاها را می‌سازند . صدهای بی‌سانسور ایرانیان: خواهرم حجابت را، برادرم نگاهت را. ویرایش لیلا اعظم زنگنه. نشر بیکن. ۲۰۰۶. ۱–۱۱.

#### چاپ شده در نشریات
- آشنایی زدایی در ادبیات . کیهان فرهنگی. شمارهٔ ۶۲. اردیبهشت ۱۳۶۸.
- واقعیت در رمان مدرن . کیهان فرهنگی. شمارهٔ ۶۸. آبان ۱۳۶۸.
- نقد ادبی: دریافتی از بوف کور . کلک. شمارهٔ ۱. فروردین ۱۳۶۹.
- چشم‌ها را باید شست . کلک. شمارهٔ ۲. اردیبهشت ۱۳۶۹.
- نقد کتاب: در پناه پنجره (یادی از فروغ فرخزاد) . کلک. شمارهٔ ۳. خرداد ۱۳۶۹.
- نقد ادبی: اندر باب نقش بازی در داستان (برداشتی از  آقای نویسنده تازه‌کار  اثر بهرام صادقی) . کلک. شمارهٔ ۵. مرداد ۱۳۶۹.
- نشستی با عباس کیارستمی . کتاب صبح. شمارهٔ ۱۰. بهمن و اسفند ۱۳۶۹.
- معضل بوف کور . ایران نامه. شمارهٔ ۳۹. تابستان ۱۳۷۱.
- معضل بوف کور . کلک. شمارهٔ ۲۸. تیر ۱۳۷۱.
- داستان بی پایان . ایران نامه. شمارهٔ ۴۵. زمستان ۱۳۷۲.
- کلک نقد ادبی: داستان بی پایان (تقدیم به استاد دکتر مهرداد بهار) . کلک. شمارهٔ ۵۴. شهریور ۱۳۷۳.
- وفادار به افسانه . کیان. شمارهٔ ۲۰. زمستان ۱۳۷۳.
- شهرزاد و شنونده اش: گفتگو و ساختار دموکراتیک رمان . گفتگو. شمارهٔ ۵. پاییز ۱۳۷۳.
- تخیل و تخریب: داستان و آگاهی مدنی . ایران نامه. شمارهٔ ۵۹. تابستان ۱۳۷۶.
- آن دنیای دیگر . سمرقند. شمارهٔ ۳ و ۴. پاییز و زمستان ۱۳۸۳.
- ثبت است بر جریده عالم دوام ما . اعتماد، ۴ خرداد ۱۳۸۵: ص ۵.

### مصاحبه
- آن دنیای دیگر. گفتگو. شمارهٔ ۱۱. بهار ۱۳۷۵.
- دوستداران واقعی ناباکوف به ترجمه آثارش وفادار بمانند. سمرقند. شمارهٔ ۳ و ۴. پاییز و زمستان ۱۳۸۳.

### مقدمه و موخره
او بر کتاب‌های بسیاری مقدمه یا موخره نوشته. از جمله:
- «مقدمه». ع‍طش ام‍ری‍ک‍ائ‍ی. ری‍چ‍ارد رای‍ت. ت‍رج‍م‍ه ف‍رزان‍ه طاه‍ری. ت‍ه‍ران: ک‍ت‍اب ت‍ه‍ران، ۱۳۶۴.
- «مقدمه». حاجی مراد. لئو تولستوی. مدرن لایبرری. ۲۰۰۳. شابک ‎۰۸۱۲۹۶۷۱۱۹
- «مقدمه». دایی‌جان ناپلئون: یک رمان. ایرج پزشکزاد. مدرن لایبرری. ۲۰۰۶. شابک ‎۰۸۱۲۹۷۴۴۳۳
- «موخره». ماجراهای هاکلبری فین. مارک توین. نشر پنگوئن. ۲۰۱۴. شابک ‎۰۱۴۳۱۰۷۳۲۱
- «موخره». بابیت. سینکلر لوئیس. نشر سیگنت. ۲۰۱۵. شابک 045147371X
- «موخره»، شاهنامه: کتاب شاهان پارسی. ابوالقاسم فردوسی. نشر پنگوئن کلاسیکس. ۲۰۱۶. شابک ‎۰۱۴۳۱۰۸۳۲۸